# Знамя Твери
Знамя Твери — один из символов города Твери, официальный символ местного самоуправления, выражающий единство населения города. Знамя Твери утверждено решением Тверской городской Думы от 25 мая 1999 года № 66 «Об утверждении положения о гербе, флаге и знамени города Твери».

## Аннотация
Знамя Твери представляет собой прямоугольное двустороннее полотнище темно-красного (вишневого) цвета с рельефной фактурой ткани. На одной стороне полотнища (его лицевой части) в центре помещено изображение герба города Твери в гербовом щите, над которым располагается надпись, сделанная белыми буквами: «город Тверь». На другой стороне полотнища (его оборотной части) в центре помещено каноническое изображение Святого благоверного Великого князя Тверского и Владимирского Михаила Ярославича, по сторонам которого размещены надписи такого же цвета: «Михаил Ярославич», «Покровитель Твери». Полотнище знамени обшито золотой (желтой) бахромой. Древко знамени изготавливается из дерева. Навершие знамени — металлическое, в виде копья.

## Статус
Знамя города Твери изготавливается в единственном экземпляре.
Знамя устанавливается в кабинете Главы города Твери, и выносится во время торжественных открытия и закрытия международных, государственных и общегородских парадов и церемоний, проводимых в городе Твери, а также вступления в должность Главы города Твери.